# Episauris lunaria
Episauris lunaria là một loài bướm đêm trong họ Geometridae.